# Frantz Valéria
Frantz Valéria, született: Franz, Herpich Rudolfné, később Nagy Jenőné (Póla, Isztria, 1900. szeptember 11. – 1981. október 15.) magyar tornász, 4. helyezett olimpikon, edző, sportdiplomata.

## Családja
Franz Károly és Alt Katalin leányaként született. 1924. március 1-jén Budapesten házasságot kötött Herpich Rezső (Rudolf) Antal Ferenc főelőadóval (szül. Bp., 1892. febr. 17.).

## Pályafutása
Budapesti Budai Torna Egylet (BBTE) sportolajaként vett részt tornászversenyeken.

### Olimpiai játékok
Ezen az olimpián szerepelt először a női torna. Az 1928. évi nyári olimpiai játékokon torna, összetett csapat sportágban, csapattársaival (Hámos Mária, Hennyey Aranka, Frantz Valéria (Herpich Rudolfné), Kael Anna, Kövessy Margit, Pályi Margit, Rudas Irén, Csillik Margit (Nándorné), Szöllősi Ilona, Tóth Judit) a 4. helyen végzett.
Női tornászcsapatunk az első nap után vezetett, a másodikon azonban a pontozók tevékenységének eredményeként a negyedik helyre esett vissza. A Magyarországi Tornaegyletek Szövetsége (MOTESZ) igazgató tanácsa 1932 novemberében a tornászcsapat tagjainak a pontozás miatti sérelem elégtételeként a MOTESZ nagy bronzérmét adományozta, zománcozott öt karikával, „Emlékül és elégtételül – 1928” bevésett felirattal.

## Sportvezetőként
Az aktív sportolástól visszavonulva edző, sportdiplomata lett.  1948-ban beválasztották a Nemzetközi Torna Szövetség (FIG) Női Torna Technikai Bizottságába, ahol előbb tagként (1948-1972), majd a Bizottság vezetőjeként képviselte a magyar torna sportot. A több nyelven beszélő sportdiplomata összesen 11 olimpián vett részt. Edzője volt az 1956. évi nyári olimpiai játékok női torna, aranyérmes kézi-szercsapatnak (Bodó Andrea, Keleti Ágnes, Kertész Alíz, Korondi Margit, Köteles Erzsébet, Tass Olga).